# SN 1054
Vous lisez un « article de qualité » labellisé en 2009.
La supernova de l'an 1054, ou, selon sa désignation normalisée, SN 1054, est une supernova dont l'explosion a été observée à partir du mois de juillet 1054, pendant une durée d'environ deux ans. De nombreux documents du monde chinois relatent son observation, qui est également attestée par un document en provenance du monde arabe. En revanche, l'hypothèse formulée plus récemment de la connaissance et de la transcription de cet événement par des Européens et des Amérindiens de cette époque reste très incertaine.
Le rémanent de supernova de SN 1054, constitué des débris éjectés lors de l'explosion, est appelé nébuleuse du Crabe. Elle est située dans une direction proche de celle de l'étoile ζ Tauri. Elle héberge en son sein le résidu compact de l'étoile qui a explosé, un pulsar, appelé pulsar du Crabe (ou PSR B0531+21). Cette nébuleuse et le pulsar qu'elle contient forment une des structures astronomiques les plus étudiées en dehors du Système solaire, entre autres parce qu'il s'agit d'une des rares supernovas galactiques dont la date d'explosion est parfaitement connue, et que ces deux objets sont parmi les plus lumineux de leurs catégories respectives. Pour ces raisons, et du fait du rôle important qu'elle a plusieurs fois occupé à l'époque moderne, SN 1054 est la supernova historique la plus célèbre de l'histoire de l'astronomie.
La nébuleuse du Crabe est facilement observable par les astronomes amateurs grâce à sa forte luminosité, et fut d'ailleurs cataloguée très tôt par les astronomes professionnels, bien avant que sa nature réelle soit comprise et identifiée. Lorsque l'astronome français Charles Messier guetta le retour de la comète de Halley en 1758, il confondit la nébuleuse du Crabe, dont il ignorait alors l'existence, avec la comète ; c'est à la suite de cette erreur qu'il entreprit de réaliser son catalogue d'objets nébuleux non cométaires, le catalogue de Messier, afin d'éviter de telles méprises à l'avenir. La nébuleuse figure ainsi à la première place du catalogue, sous la référence M1.

## Recueil des témoignages historiques
SN 1054 fait partie des huit supernovas galactiques dont des témoignages écrits décrivant l'explosion sont parvenus jusqu'à nous et ont pu être identifiés comme tels. Au XIXe siècle, les astronomes modernes commencent à s'intéresser à ces témoignages historiques qu'ils recensent, compilent et étudient, dans le cadre d'abord de leurs recherches sur les novae et comètes récentes, puis plus tard, sur les supernovae.
Les premiers à avoir tenté une compilation systématique de témoignages d'Extrême-Orient sont les membres de la famille Biot : le sinologue Édouard Biot traduisait à son père, l'astronome Jean-Baptiste Biot, des passages du traité d'astronomie de l'encyclopédie chinoise en 348 volumes, le Wenxian Tongkao.
Près de quatre-vingts ans plus tard, en 1921, Knut Lundmark entreprend une tâche similaire en se fondant sur un plus grand nombre de sources. En 1942, Jan Oort, convaincu que la nébuleuse du Crabe est l'étoile invitée de 1054 décrite par les Chinois (voir section L'identification moderne de la supernova ci-dessous), demande à un compatriote sinologue, Jan Julius Lodewijk Duyvendak, de l'aider à compiler de nouveaux témoignages relatifs à l'observation de cet événement,.

## Documents authentifiés

### Chine
Les astres apparaissant temporairement dans le ciel étaient appelés de façon générique « étoiles invitées » (客星) par les astronomes chinois. L'étoile invitée de 1054 est apparue pendant le règne de l'empereur Song Renzong de la dynastie Song (960-1279). Selon la coutume, le règne de l'empereur était divisé entre plusieurs « ères », et celle couvrant l'année 1054 est l'ère dite Zhihe (1054-1056). C'est par le terme de « première année de l'ère Zhihe » qu'est systématiquement mentionnée dans les documents chinois l'année correspondant à l'an 1054 du calendrier occidental. L'ère suivante, dénommée Jiayou, a commencé en 1056.
Six témoignages en provenance de Chine relatent l'observation du phénomène. Comme la quasi-totalité des témoignages relatifs aux étoiles invitées, aucun d'eux n'est de première main : le plus ancien remonte à environ un siècle après l'apparition de l'astre. Certains de ces témoignages sont cependant remarquablement conservés, et permettent de reconstituer les informations essentielles relatives à l'observation de l'explosion.

#### Wenxian Tongkao
Le Wenxian Tongkao représente la première source extrême-orientale connue des astronomes occidentaux. C'est celle que traduisit Édouard Biot en 1843. Cette source, compilée par Ma Duanlin vers 1280, est relativement brève. Le texte indique :
« Ère Zhihe du règne, première année, cinquième mois lunaire, jour jichou. Une étoile invitée est apparue au sud-est de Tianguan, peut-être à plusieurs pouces de distance. Après plus d'une année, elle s'est dispersée et a disparu. »

#### Xu Zizhi Tongjian Changbian
Le Xu Zizhi Tongjian Changbian, ouvrage portant sur la période 960-1126 et réalisé en une quarantaine d'années par Li Tao (1114-1183), contient le plus ancien témoignage chinois relatif à l'observation de l'astre. Il a été redécouvert en 1970 par le spécialiste de la civilisation chinoise Ho Peng Yoke et deux collaborateurs.
Il est relativement peu précis dans le cas de l'explosion de SN 1054 ; En voici une traduction approximative :
« Première année de l'ère Zhihe [de l'empereur Renzong], cinquième mois lunaire, jour yichou. Une étoile invitée est apparue au sud-est de Tianguan, peut-être à plusieurs pouces de distance [de cette étoile]. »

#### Song Huiyao
Le Song Huiyao (littéralement « Documents importants de la dynastie Song ») couvre la période 960-1220. Cet ouvrage n'a jamais été terminé mais fut publié en l'état en 1809 sous le nom de Song Huiyao Jigao (littéralement « Ébauche de compilation de documents importants de la dynastie Song »). Ce document relate l'observation de l'étoile invitée, en se focalisant sur les aspects astrologiques, mais donne plusieurs informations importantes relatives à la durée de visibilité de l'astre, de jour comme de nuit.
« Ère Zhihe, première année, septième mois lunaire, 22e jour.' […] Yang Weide déclara : « J'observe humblement qu'une étoile invitée est apparue ; au-dessus de l'étoile il y a une faible lueur de couleur jaune. Si l'on examine les divinations concernant l'Empereur, l'interprétation [de la présence de cette étoile invitée] est la suivante : le fait que l'étoile n'ait pas envahi Bi et que sa brillance soit importante signifie qu'elle représente une personne de grande valeur. Je demande […] que ceci [cette interprétation] soit communiqué au Bureau d'Historiographie. » Tous les officiels congratulèrent l'Empereur, qui ordonna que ses félicitations soient [en retour] transmises au Bureau d'Historiographie. »
Première année de l'ère Jiayou, troisième mois lunaire, le directeur du Bureau Astronomique a dit : « L'étoile invitée a disparu, ce qui signifie le départ de l'hôte [qu'elle représente]. » Auparavant, pendant la première année de l'ère Zhihe, lors du cinquième mois lunaire, elle était apparue à l'aube, dans la direction de l'est, montant la garde de Tianguan. Elle a été vue en plein jour, comme Vénus. Elle avait des rayons dans tous les côtés, et sa couleur était blanc rougeâtre. En tout, elle fut vue pendant 23 jours. »

#### Song Shi
Le Song Shi représente les annales officielles de la dynastie Song. Le chapitre 12 (« Annales ») évoque l'étoile invitée, non pas lors de son apparition, mais au moment de sa disparition. L'entrée correspondante, en date du 6 avril 1056 indique :
« Ère Jiayou, première année, troisième mois lunaire, jour xinwei, le Directeur du Bureau Astronomique a rapporté que depuis le cinquième mois lunaire de la première année de l'ère Zhihe, une étoile invitée était apparue à l'aube, dans la direction de l'est, montant la garde auprès de Tianguan. Désormais elle a disparu. »
Dans le chapitre 56 (« Traité astronomique ») du même document, l'étoile invitée est à nouveau évoquée dans une partie consacrée à ce type de phénomènes, se focalisant cette fois sur son apparition, et ce dans des termes très proches de ceux du Wenxian Tongkao :
« Ère Zhihe du règne, première année, cinquième mois lunaire, jour jichou. Une étoile invitée est apparue au sud-est de Tianguan, peut-être à plusieurs pouces de distance. Après une année et plus, elle a graduellement disparu. »

#### Qidan Guozhi
Il existe un témoignage en provenance du royaume Khitan (nord de l'actuelle Chine et Mongolie), où régnait alors la dynastie Liao (907-1125). L'ouvrage en question, le Qidan Guozhi, a été compilé par Ye Longli en 1247. Il comporte diverses notes astronomiques, dont un certain nombre sont manifestement copiées du Song Shi. Celle apparemment relative à l'étoile de 1054 semble cependant inédite :
« Ère Chongxi du règne [du roi Xingzong], vingt-troisième année, huitième mois lunaire, le maître du royaume est mort. Auparavant avait eu lieu une éclipse de Soleil à midi, et une étoile invitée était apparue à Mao. Le Grand Officier du Bureau d'Historiographie, Liu Yishou avait dit : « Ce sont des présages annonçant la mort du roi. » Cette prédiction s'est en effet réalisée. »

### Interprétation des témoignages chinois

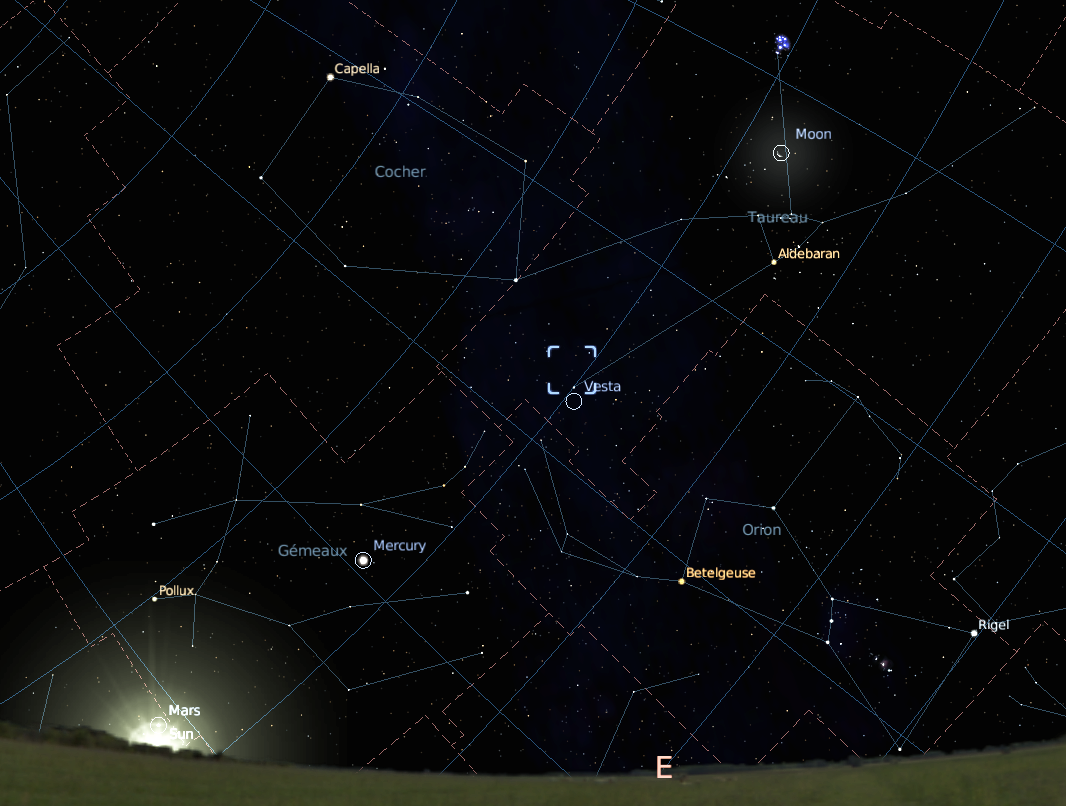
Le ciel au matin du 4 juillet, date vraisemblable de la première observation chinoise de la supernova (carré bleu). La supernova sortait de sa conjonction avec le Soleil, et se levait environ deux heures avant lui, étant observable pendant une partie de cette période et de la journée.

Trois de ces témoignages émanent manifestement de la même source : ce sont ceux du Wenxian Tongkao, du Xu Zizhi Tongjian Changbian, et du chapitre 56 du Songshi, qui comportent tous l'évaluation de la distance angulaire de l'étoile à Tianguan selon la formule « peut-être à plusieurs pouces de distance ». Ces trois documents présentent cependant un désaccord apparent sur la date d'apparition de l'étoile. Deux mentionnent le jour jichou, et le troisième, le Xu Zizhi Tongjian Changbian, le jour yichou. Ces termes se réfèrent au cycle sexagésimal chinois, correspondant respectivement aux numéros 26 et 2 du cycle, ce qui correspond, dans le contexte où ils sont cités, respectivement aux dates du 4 juillet et du 10 juin. Cette dernière date est considérée comme erronée pour plusieurs raisons. D'une part, les termes yichou et jichou diffèrent l'un de l'autre par un seul caractère, le premier, et ces caractères sont très semblables, yichou et jichou s'écrivant respectivement 乙丑 et 己丑, aussi une erreur typographique lors de la retranscription semble-t-elle envisageable. Par ailleurs, les entrées du Xu Zizhi Tongjian Changbian suivent un ordre chronologique très strict, et les précédentes entrées, se référant elles aussi au cycle sexagésimal chinois, concernent les jours yiyou (22) et bingxu (24), alors que les entrées ultérieures concernent les jours yiwei (32, faisant partie du sixième mois lunaire), bingshen (33), puis renyin (39). Dans ce contexte, il apparaît largement plus vraisemblable que la mention de yichou résulte d'une erreur de retranscription plutôt que d'un mauvais placement chronologique de l'entrée.
La durée de visibilité est citée explicitement dans le chapitre 12 du Songshi, et de façon à peine moins précise, dans le Song Huiyao, la dernière visibilité correspondant à la date du 6 avril 1056, soit une période de visibilité très longue de 642 jours. Cette durée est corroborée par le Wenxian Tongkao et le chapitre 56 du Songshi. Le Song Huiyao évoque, lui, une durée de visibilité de 23 jours seulement, mais après avoir mentionné la visibilité en plein jour de l'astre. Cette période de 23 jours s'applique selon toute vraisemblance à la visibilité en plein jour de l'astre.

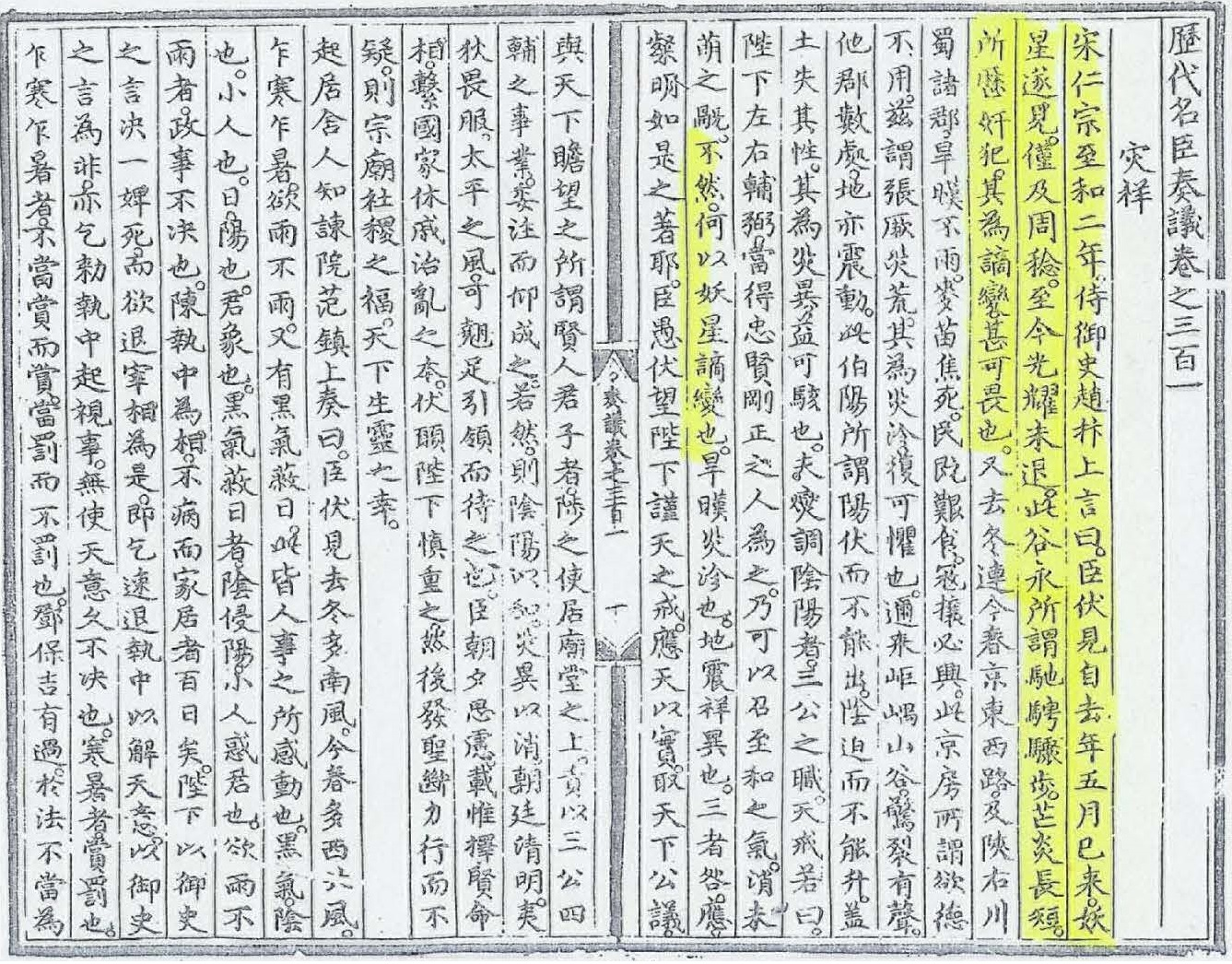
Une «étoile invitée» identifiée comme la supernova de 1054 dans les pages du Lidai mingchen zouyi (歷代名臣奏議), qui date de 1414.

Le témoignage du Qidan Guozhi fait allusion à des événements astronomiques notables ayant précédé la mort du roi Xingzong. Les différents documents historiques permettent de dater la mort de l'empereur Xingzong au 28 août 1055, lors du huitième mois lunaire de la vingt-quatrième (et non vingt-troisième) année de son règne. Les dates des deux événements astronomiques mentionnés (l'éclipse et l'apparition de l'étoile invitée) ne sont pas spécifiées, mais précèdent selon toute vraisemblance de peu cette annonce de décès (de deux ou trois ans maximum). Deux éclipses de Soleil précédant de peu cette date furent visibles dans le royaume Khitan, le 13 novembre 1053 et le 10 mai 1054. De celles-ci, une seule s'est produite vers midi, celle du 13 novembre, aussi semble-t-il vraisemblable que ce soit celle-là que le document mentionne. Quant à l'étoile invitée, seule sa localisation, très approximative, est donnée, correspondant à la loge lunaire Mao. Cette loge est située légèrement à l'est de l'endroit où apparut l'étoile telle qu'évoquée par les autres témoignages (voir section Localisation générale de l'événement ci-après). Comme aucun autre événement astronomique notable connu n'est survenu dans cette région du ciel durant les deux années qui précédèrent la mort de Xingzong, il semble vraisemblable que le texte fasse effectivement allusion à l'étoile de 1054.
La localisation de l'étoile invitée peut en principe être déduite de la mention « au sud-est de Tianguan, peut-être à plusieurs pouces de distance », qui a cependant longtemps laissé perplexe les astronomes modernes, étant donné que si Tianguan est à peu près unanimement considéré comme correspondant à l'étoile ζ Tauri, la nébuleuse du Crabe, manifestement issue d'une explosion stellaire vieille d'environ 1 000 ans, et donc candidat naturel pour cette étoile invitée, n'est pas située au sud-est, mais au nord-ouest de cette étoile (voir section Localisation générale de l'événement plus bas).

### Japon

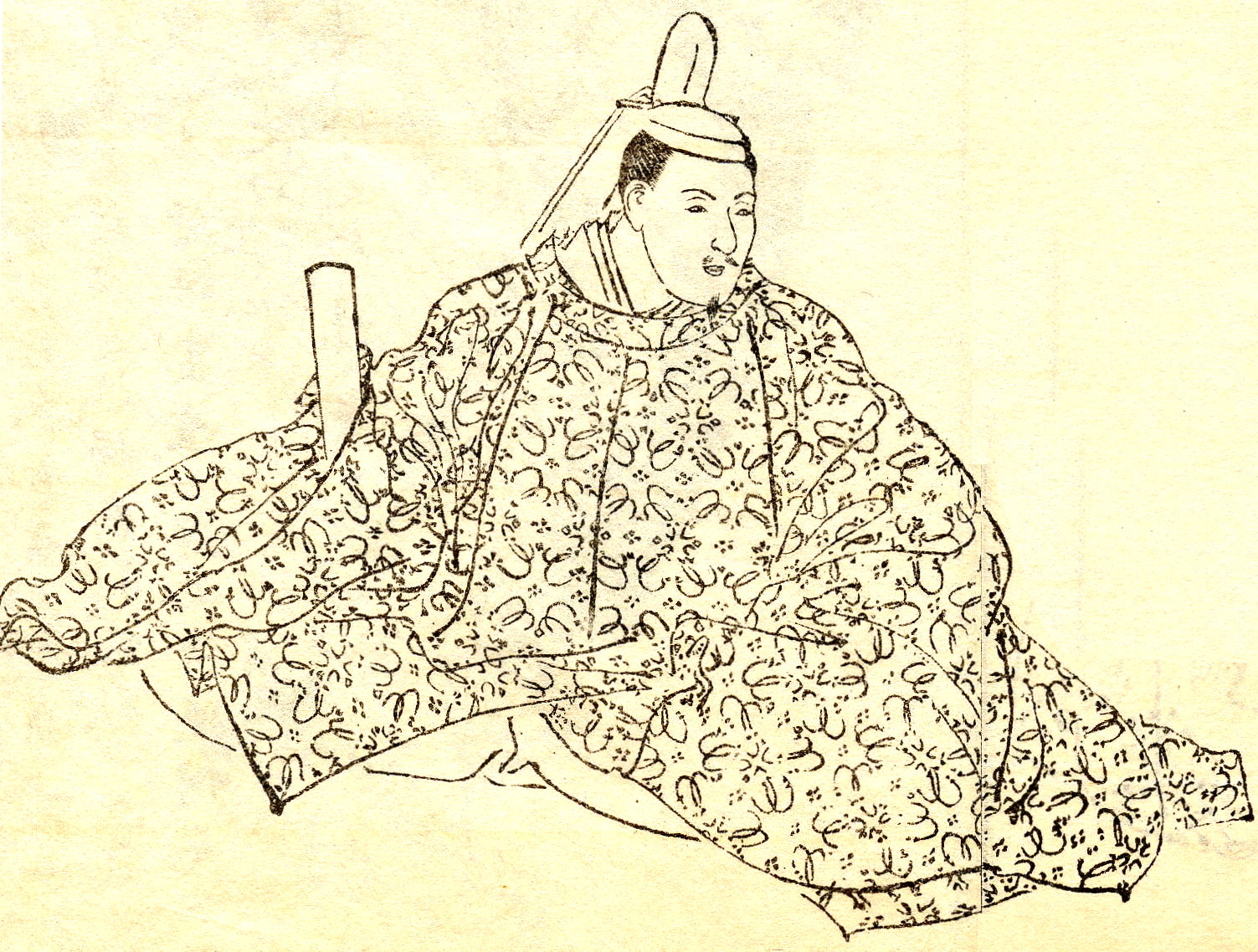
Fujiwara no Teika, plus connu pour ses œuvres littéraires que pour son intérêt pour l'astronomie, a cependant donné le descriptif japonais le plus détaillé de la supernova de 1054.

Trois textes en provenance du Japon mentionnent l'étoile invitée. Le plus détaillé est celui du Meigetsuki. L'un des deux autres, moins précis, pourrait en être tiré, ou en tout cas partager avec lui une origine commune. Le dernier témoignage, extrêmement bref, ne donne que très peu d'informations.

#### Meigetsuki
Le poète et courtisan japonais Fujiwara no Teika (1162-1241) mentionne l'étoile invitée de 1054 dans son célèbre journal intime, le Meigetsuki. Son intérêt semble-t-il fortuit pour les étoiles invitées fut motivé par l'observation d'une comète en décembre 1230, qui l'incita à rechercher des témoignages plus anciens d'étoiles invitées, parmi lesquels SN 1054 (ainsi que SN 1006 et SN 1181, les deux autres supernovae historiques du début du second millénaire). L'entrée relative à SN 1054 peut se traduire ainsi :
« Ère Tengi de l'empereur Go-Reizei, deuxième année, quatrième mois lunaire, après la période médiane de dix jours. À l'heure double chou, une étoile invitée est apparue dans les degrés des loges lunaires Zuixi et Shen. Elle a été vue dans la direction de l'est et a émergé à l'étoile Tianguan. Elle était aussi grosse que Jupiter. »
La source utilisée par Fujiwara no Teika n'est pas connue, mais il semble s'être fondé, pour tous les événements astronomiques qu'il a consignés, sur des documents d'origine japonaise. La date qu'il donne correspond a priori à la troisième partie de dix jours du mois lunaire mentionné, ce qui correspond à la période du 30 mai au 8 juin 1054 du calendrier julien, soit environ un mois plus tôt que les documents chinois. Cette différence est généralement attribuée à une erreur sur le mois lunaire (quatrième en lieu et place du cinquième). La localisation de l'étoile invitée, manifestement à cheval sur les loges lunaires Shen et Zuixi, correspond à ce qui serait attendu pour un astre apparaissant à proximité immédiate de Tianguan. 

#### Ichidai Yoki
Un autre témoignage existe, tiré du Ichidai Yoki, document anonyme probablement compilé dans le courant du XIVe siècle. Il décrit l'étoile en des termes très similaires à ceux du Meigetsuki, en omettant plusieurs détails (heure d'apparition, et partie possiblement erronée du mois lunaire). La comparaison à Jupiter y est par contre présente, tout comme le mois possiblement incorrect. De plus, le court texte comporte plusieurs erreurs typographiques, notamment sur le second caractère de Tianguan. Tout porte à croire que ce témoignage est issu de la même source que celui du Meigetsuki, sur lequel il pourrait d'ailleurs avoir été copié.

#### Dainihonshi
Enfin, un texte encore plus court est présent dans le traité astronomique du Dainihonshi (litt. « Histoire du Grand Japon »). Ce texte peut se traduire en :
« Ère Tengi de l'Empereur Go-Reizei, deuxième année, quatrième mois lunaire. Une étoile invitée a été vue. »
Cette brièveté contraste avec les descriptions plus détaillées des étoiles invitées (en fait des supernovas) de 1006 et 1181. La raison du peu de détail de l'entrée de 1054 n'est pas connue. Tout comme les deux autres mentions japonaises de l'étoile, celle-ci cite le quatrième mois et non le cinquième.

### Interprétation des témoignages japonais

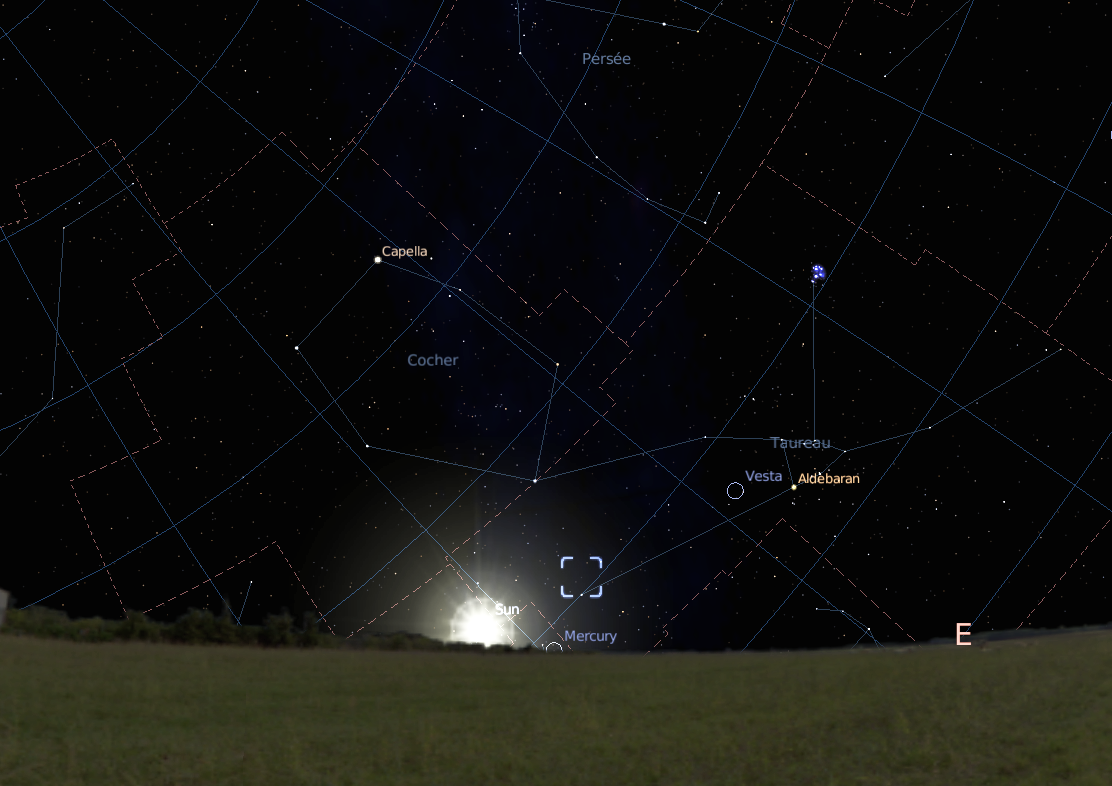
Le ciel au matin du 4 juin, date possible de la première observation japonaise de la supernova (dans le carré bleu), si l'on se fie aux documents existants. La supernova était probablement impossible à observer, quelle qu'ait été sa luminosité, du fait de sa trop grande proximité avec le Soleil.

Les trois documents japonais s'accordent sur le mois d'observation, correspondant au quatrième mois lunaire, soit un mois plus tôt que les textes chinois. Quelle que soit la date exacte au cours de ce mois, il semble cependant y avoir une contradiction entre cette période et l'observation de l'étoile invitée : c'est au cours de cette période qu'a eu lieu la conjonction entre l'astre et le Soleil, rendant son observation de nuit (comme de jour, d'ailleurs) impossible. Cette incompatibilité de date est du reste renforcée par un détail du Meigetsuki : la mention de l'heure double d'observation chou correspond à la période 1 h - 3 h en temps solaire, soit très longtemps avant le lever du Soleil, ce qui serait impossible si l'étoile invitée était en conjonction avec le Soleil, car elle se lèverait alors très peu de temps avant ce dernier. L'ensemble des témoignages chinois et japonais peuvent par contre être réconciliés si l'on considère qu'il y a erreur sur le mois d'observation des documents japonais. Le fait que toutes les sources japonaises fassent la même erreur s'interprèterait alors par le fait qu'elles proviennent d'une source unique, ce qui semble assez manifeste pour les deux premières citées. Le doute sur le mois d'observation aurait pu être levé si avait figuré, en sus du mois d'observation, le jour déterminé par le cycle sexagésimal chinois, mais celui-ci n'est pas spécifié sur les documents japonais. À l'inverse, le jour du cycle des documents chinois est compatible avec le mois qu'ils donnent, renforçant l'idée que c'est le mois des documents japonais qui est erroné. Par ailleurs, l'étude des autres supernovæ médiévales (SN 1006 et SN 1181) révèle une grande proximité dans les dates de découverte de l'étoile invitée en Chine et au Japon, bien que se fondant sur des sources manifestement différentes. Considérer la mention du quatrième mois lunaire comme exacte reviendrait alors à imaginer que, pour cet événement-là, les Japonais aient largement devancé leurs homologues chinois, ce pour quoi il n'y a pas de raison apparente.
Les documents japonais ne spécifient pas la visibilité en plein jour de l'astre, mais comparent celui-ci à Jupiter, qui est visible en plein jour, et dont des rapports d'observations diurnes existent dans les documents astronomiques contemporains du monde chinois. La visibilité en plein jour annoncée dans les textes chinois se trouve renforcée, et est cohérente avec une durée de visibilité modérée, indiquant que l'astre n'a sans doute pas très longtemps eu un éclat suffisant pour être observable en plein jour, même s'il bénéficiait de conditions d'observations favorables (un astre visible au moment du lever du Soleil reste relativement aisé à repérer, sa position étant connue, à mesure que le fond du ciel devient de plus en plus lumineux).

### Corée
Aucun témoignage d'observation de SN 1054 en provenance de Corée n'est parvenu jusqu'à nous. Ce fait a vraisemblablement pour origine l'absence complète de comptes-rendus astronomiques pour l'année 1054 dans les chroniques officielles relatant cette époque, le Koryo-sa. Il en est de même pour l'année 1055, alors que par contraste, les années 1052 et 1053 contiennent un nombre élevé d'entrées relatives à l'astronomie. Le Koryo-sa ayant été compilé en 1451, il apparait vraisemblable qu'à cette époque, les éventuels documents traitant d'événements astronomiques observés en 1054 avaient été perdus. Aucun autre document coréen en relation avec l'étoile invitée de 1054 n'a depuis été retrouvé.

### Monde arabe
Par tradition, les astronomes du monde arabe s'intéressaient aux phénomènes cycliques et prévisibles plutôt qu'aux phénomènes inattendus de type « étoile invitée », subissant peut-être l'influence aristotélicienne qui affirmait l'immuabilité des cieux, les comètes et autres novas étant considérées comme des évènements atmosphériques plutôt qu'astronomiques. Ce fait pourrait expliquer le faible nombre de mentions d'« étoiles invitées », terme qui d'ailleurs ne possède pas d'équivalent en Europe médiévale ou dans le monde arabe. Si la supernova de 1006, notablement plus brillante, vit plusieurs chroniqueurs arabes la mentionner, il n'existe aucun témoignage arabe relatant l'observation de la discrète supernova de 1181. Celle de 1054, de luminosité intermédiaire, n'a pour l'heure vu qu'un seul témoignage exhumé. Ce témoignage, retrouvé en 1978, est celui d'un médecin chrétien nestorien, Ibn Butlan, retranscrit dans le Uyun al-Anba, ouvrage compilé par Ibn Abi Usaybi'a (1194-1270) vers le milieu du XIIIe siècle. Le passage en question est le suivant :
« J'ai recopié ce qui suit d'un témoignage écrit de sa propre main [celle de Ibn Butlan]. Il raconte : « Une des célèbres épidémies de notre temps est celle qui s'est produite lorsqu'une étoile spectaculaire est apparue dans [le signe zodiacal des] Gémeaux, en l'an 446 [du calendrier musulman]. À l'automne de cette année-là, quatorze mille personnes furent enterrées à Constantinople. Par la suite, au milieu de l'été 447, la plupart des gens de Fostat [Le Caire] ainsi que tous les étrangers moururent ». Il [Ibn Butlan] continue : « Alors que cette étoile spectaculaire apparaissait dans le signe des Gémeaux […], elle provoqua le début de l'épidémie à Fostat, au moment où le Nil était bas, en 445. » »
Les trois années citées (445, 446, 447) correspondent respectivement aux époques 23 avril 1053-11 avril 1054, 12 avril 1054-1er avril 1055 et 2 avril 1055-20 mars 1056. Il y a une incohérence manifeste dans l'année d'apparition de l'astre, d'abord annoncée comme étant 446, puis 445. Ce problème est résolu par la lecture d'autres entrées de l'ouvrage, qui spécifient assez explicitement que le Nil était bas en 446. Cette année du calendrier musulman, s'étalant du 12 avril 1054 au 1er avril 1055, est compatible avec une apparition de l'astre en juillet 1054, tout comme sa localisation (certes assez vague), dans le signe astrologique des Gémeaux (qui, du fait de la précession des équinoxes, recouvre la partie orientale de la constellation du Taureau). La date de l'évènement au sein de l'année 446 est difficile à déterminer, mais la mention du niveau du Nil évoque la période qui précède sa crue annuelle, qui a lieu en été.

## Témoignages inexploitables

### Europe
À partir des années 1980, plusieurs documents européens anciens ont été proposés comme étant des témoignages de l'observation de cette supernova,,,,. La pertinence de ces documents a été critiquée, car la datation qu'ils proposent n'est pas conciliable avec celle des documents chinois, qu'ils précèdent de 2 à 3 mois, et sans mention d'observations ultérieures de la supernova. Ils sont également très imprécis et inexploitables d'un point de vue astronomique, même rassemblés. Ils seraient d'ailleurs impossibles à interpréter dans le sens d'une observation d'une supernova, si aucune information en provenance du monde chinois n'avait été conservée.
Ces tentatives d'identification entre un événement avéré et des témoignages très imprécis, ont vivement été critiquées par plusieurs auteurs, qui y voient de la part de ceux voulant promouvoir l'existence d'observations européennes de l'événement une certaine « anxiété à vouloir absolument que cet événement ait été noté par des Européens ». L'absence de témoignages provenant des chroniqueurs européens soulève depuis longtemps des interrogations. L'on sait en effet que la très spectaculaire supernova de l'an 1006 a été abondamment évoquée dans divers documents européens, bien qu'en des termes peu astronomiques. Parmi les explications proposées sur cette absence de SN 1054 dans les chroniques européennes, sa concomitance avec le Grand Schisme d'Orient est avancée. La date de l'excommunication du Patriarche de Constantinople Michel Ier Cérulaire (16 juillet) correspondrait en effet au moment où l'astre a atteint sa luminosité maximale et était visible en plein jour. Cette hypothèse — très hypothétique — n'est cependant pas vérifiable concrètement, et il est difficile d'envisager comment une censure concernant un événement a priori observable par tous aurait pu en faire disparaitre toute trace. Le fait est par contre que les documents européens du XIe siècle parvenus jusqu'à l'époque contemporaine ne sont pas le fait d'astronomes, mais de personnes qui malgré leur érudition ne possédaient que des connaissances astronomiques extrêmement limitées, comme en témoigne leur incapacité à reconnaitre les astres impliqués dans diverses conjonctions astronomiques (voir les exemples donnés ci-dessous).

#### La chronique de Jacobus Malvecius
La première suggestion d'un témoignage européen relatant l'observation de la supernova a été faite en 1980 peu avant sa mort par l'astronome italien Umberto Dall'Olmo (it) (1925-1980). Dans une chronique compilée au XVe siècle par Jacobus Malvecius (en) se trouve un bref passage rapportant une observation astronomique :
« Et ces jours là, une étoile d'une immense brillance est apparue dans le cercle de la Lune, vers le premier jour de sa séparation du Soleil »
La date de ce passage n'est pas spécifiée, mais il y est fait allusion à un tremblement de terre s'étant produit à Brescia, à une date identifiée comme étant le 11 avril 1064. Dall'Olmo ne propose aucune explication de la discordance apparente de dix ans entre la supernova et le tremblement de terre, hormis l'hypothèse qu'il puisse s'agir d'une erreur de transcription. Indépendamment de cela, en l'absence d'une date et d'une position précise, le phénomène mentionné reste très difficile à identifier, et pourrait tout autant s'apparenter à une conjonction entre la Lune et une planète (vraisemblablement Vénus ou Jupiter), ou une occultation d'une planète par la Lune.

#### LeCronaca Rampona
Le témoignage jugé le plus sérieux par les tenants d'observations européennes de la supernova est issu d'une chronique médiévale de la région de Bologne, le Cronaca Rampona (rédigé au XVe siècle). Ce texte, porté à l'attention des astronomes dès 1972, fut interprété comme une possible observation de la supernova en 1981, puis en 1999. La partie mise en exergue de cette chronique indique :
« En l'année du Christ Ml8, le Pape Étienne IX est monté sur le trône […] Également en cette année du Christ Ml8, Henri III régnait [ou « vivait »] depuis xl9 années. Il alla à Rome une première fois au mois de mai. À cette époque, la famine et la mort frappaient toute la Terre. Il résida dans la province de Tibur pendant trois jours au mois de juin […] À ce moment-là, une étoile très brillante entra dans le cercle [ou : le circuit] de la nouvelle Lune, à la treizième Kalende au début de la nuit. »
Sans même discuter la dernière partie, astronomique, du texte, les sceptiques font remarquer au moins deux incohérences dans celui-ci : l'accession à la papauté d'Étienne IX eut lieu en 1057 et non en 1058, et l'empereur Henri III cité, en fait Henri III du Saint-Empire, naquit en 1017, soit 39 et non 49 ans avant 1058, son règne ayant, lui, commencé en 1039 (roi des Romains, puis empereur des Romains à partir de 1046, à l'issue de son sacre par le pape Clément II lors de son très bref pontificat). Henri III était d'ailleurs décédé en 1056, et son règne n'a donc jamais coïncidé avec celui d'Étienne IX. Il apparait de plus certain que le texte a subi diverses altérations puisque la graphie utilisée pour rendre les dates (par exemple « Ml8 » pour 1058, le second caractère de « Ml8 » étant la lettre L minuscule), avec un mélange de caractères romains (majuscules et minuscules) et arabes, est commune de l'époque de la rédaction du Cronaca Rampona mais pas de celle de la supernova quatre siècles plus tôt. En plus de cela, associer l'événement décrit à une observation de la supernova en 1054 nécessiterait de supposer que cette entrée du Cronaca Rampona soit mal placée par rapport au reste du document, puisque les différentes entrées y sont classées par ordre chronologique et que plusieurs des entrées précédentes sont postérieures à 1054 (dans l'ordre, les entrées précédentes se réfèrent à 1046, 1049, 1051, 1055, 1056, écrits selon un mélange de caractères arabes et romains, à savoir Mxl6, Mxl9, Mli, Mlv et Ml6). À cela s'ajoute le fait qu'il y a une incohérence manifeste avec la date de la nouvelle Lune. Le terme de Kalende, qui se réfère au calendrier romain, peut être transcrit en date ordinaire du calendrier grégorien, et la phase de la Lune peut y être calculée. Il s'avère qu'en aucun mois de l'an 1054 la nouvelle Lune ne s'est produite au treizième jour des Kalendes. Tout ceci contraste fortement avec la précision constatée des dates des mentions d'éclipses des chroniques médiévales européennes : une étude portant sur 48 éclipses de Soleil partielles ou totales s'étalant de 733 à 1544, révèle que 42 dates sur 48 s'avèrent parfaitement exactes, et sur les six restantes, trois donnent une erreur d'un ou deux jours, alors que les trois autres donnent le jour et le mois exact, mais pas l'année. Enfin, même en considérant que l'événement relaté correspond malgré tout aux mois de mai ou juin 1054, et décrit une conjonction entre la supernova, déjà visible, et la Lune, un autre problème apparait : la Lune n'est pas, lors de ces mois-là, passée notablement près de la direction de la supernova. Incidemment, le vocabulaire utilisé dans le texte latin est assez inhabituel. Le mot latin traduit en français par « cercle » est circuitu en lieu et place du plus habituel circulus, mais cette variante sémantique ne semble pas changer le sens du texte, qui dans toutes les traductions possibles de circuitu suggère qu'un objet s'est trouvé sur, ou proche du trajet suivi par la Lune.
Il est par conséquent possible que le récit décrive une approche voire une occultation de planète par la Lune, contemporaine de la date suggérée (1058). Ce scénario est corroboré par deux documents contemporains parfaitement datés et décrivant en des termes relativement similaires une conjonction et une occultation planétaire par la Lune. Ces deux documents, exhumés par Robert Russell Newton, sont issus des Annales Cavenses, chroniques latines de l'abbaye de Cava située dans le sud de l'Italie. Ils mentionnent, à des dates correspondant au 17 février 1086 et au 6 août 1096, une « étoile brillante qui est entrée dans le cercle de la nouvelle Lune ». Les calculs indiquent que Vénus fut occultée par la Lune pendant une demi-heure le 17 février. Le 6 août, c'est Jupiter qui est passé à moins d'un degré de la Lune, après une éclipse de Lune, également mentionnée dans la chronique. Le fait que le ou les chroniqueurs n'aient pas réalisé qu'ils voyaient non pas une nouvelle étoile, mais une planète, illustre les faibles connaissances astronomiques des érudits de l'époque, dont les témoignages astronomiques sont de fait très difficiles à interpréter et à attribuer à un événement rare.

#### La chronique de l'église d'Oudenburg
Un groupe d'Italiens a proposé en 1992 un texte flamand comme fournissant un témoignage d'observation de la supernova. Ce texte, en provenance de l'église Saint-Pierre — aujourd'hui disparue — de la ville flamande d'Oudenburg, évoque le décès du Pape Léon IX, survenu au printemps 1054.
« Aux dix-huitièmes calendes de mai, le deuxième jour de la semaine, aux environs de midi, l'âme [du Pape Léon IX] s'en est allée. Au moment où elle a quitté son corps, à Rome, où celui-ci repose, mais aussi sur toute la Terre, un cercle d'une extraordinaire brillance est apparu aux hommes dans le ciel l'espace d'une demi-heure. »
La date décrite correspond au 14 avril 1054, le « second jour de la semaine » étant, selon la coutume de l'époque, le lundi. Cette simple date pose plusieurs problèmes : les nombreux documents historiques évoquant la mort du pape lui associent la date du 19 avril et non du 14. De plus, aucun de ces deux jours (14 et 19 avril) n'était un lundi. La partie astronomique du texte est également difficile à interpréter et à associer à la supernova. Le phénomène décrit, difficilement identifiable, est très bref, ce qui contraste avec l'échelle de temps d'une supernova. Il n'est pas localisé dans le ciel, et l'heure d'observation n'est pas donnée, pas même le fait qu'il se soit produit de jour ou de nuit. Il existe a priori de nombreux phénomènes optiques ou atmosphériques susceptibles d'impressionner un chroniqueur non averti en astronomie, tels des aurores polaires (de nuit) ou un halo solaire (de jour). Tout au plus la mention de « sur toute la Terre » pourrait correspondre à un événement non localisé en un lieu précis, mais aucun élément ne permet de connaitre la motivation exacte d'une telle mention.

#### Le récit d'Albertus

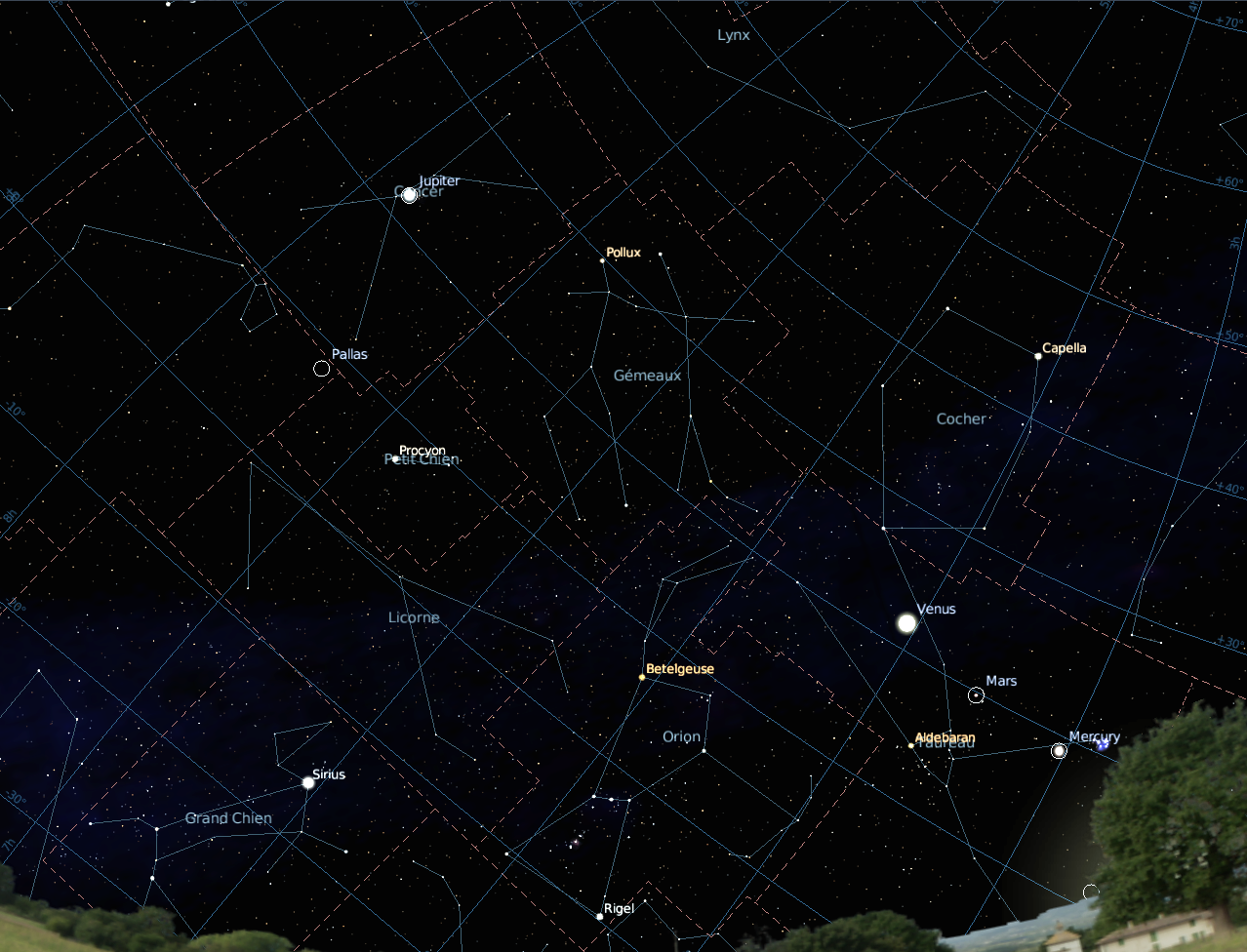
Aspect du ciel au crépuscule du jour de la mort du pape Léon IX. Étaient rassemblées sur l'horizon ouest-sud-ouest trois planètes, Mercure, Mars, Vénus (en bas à droite sur l'image), avec Jupiter à plus grande distance (en haut à gauche), le tout au voisinage de la région de la constellation d'Orion (au milieu en bas) et de ses étoiles périphériques brillantes (Sirius, en bas à gauche, et Capella, en haut à droite notamment). Il pourrait s'agir des « lampes innombrables » évoquées par le dénommé Albertus cité dans De Obitus Leonis, que la supernova ait été présente ou non.

Dans un ouvrage intitulé De Obitus Leonis, l'auteur, Libuinus, rapporte un phénomène céleste inhabituel observé le jour de la mort de Léon IX par un groupe de pèlerins mené par un certain Albertus, qui se trouvait alors dans la région de Todi (Ombrie, au nord de Rome). Celui-ci aurait affirmé avoir vu :
« comme un chemin par lequel son âme était escortée par les anges vers les Cieux, parée de vêtements brillants et de lampes innombrables. »
La nature du phénomène observée est difficilement identifiable, le propos étant manifestement empreint de mysticisme. Certains auteurs, ont proposé qu'il évoque en réalité une observation de la supernova. Un moment favorable aurait été le crépuscule, le Soleil se couchant à cette époque avant l'étoile ζ Tauri. Cependant, ce soir là une concentration de planètes se trouvait dans cette région du ciel : Mars, Mercure, Vénus, et un peu plus loin Jupiter. Cette région du ciel étant par ailleurs riche en étoiles brillantes (la constellation d'Orion, Sirius, α Aurigae/Capella, etc), il se pourrait que celles-ci aient, combinées aux planètes, formé les « lampes innombrables » du récit d'Albertus. Dans ce contexte, que la supernova ait été visible ou non ne change pas grand-chose au spectacle observable ce soir là. Tout comme le témoignage précédent, ce témoignage relie de façon directe la mort du Pape avec un événement « extraordinaire », qui pourrait avoir été invoqué pour justifier d'un miracle associé au défunt, afin de pouvoir procéder à sa canonisation (qui eut lieu en 1087, par Victor III).

#### Mention dans des annales irlandaises
En 1997, deux auteurs irlandais ont proposé l'extrait d'une chronique irlandaise à l'appui de la thèse d'une observation européenne de la supernova. Cette chronique indique, pour l'année 1054 :
« Une tour ronde de feu a été vue à Ros Ela le dimanche de la fête de Saint Georges dans l'espace de cinq heures de la journée, et d'innombrables oiseaux noirs sont passés devant, au milieu desquels il y avait un grand oiseau […] »
La date de l'événement correspond au 24 avril, soit bien longtemps avant son apparition notée par les Chinois. Le caractère astronomique du témoignage reste très incertain, celui-ci pouvant être comme les précédents de nature mystique. La localisation de l'événement en question (s'il existe) sur la voûte céleste n'est pas précisée. L'heure de l'événement n'est pas non plus connue, mais il semble que l'événement ne se soit produit qu'un seul jour, et non sur une durée bien plus longue comme aurait dû l'être l'observation de la supernova. Par ailleurs, la mention des oiseaux suggère fortement un objet d'une certaine extension angulaire. Aussi une interprétation de type halo solaire ou aurore polaire selon le moment d'observation (jour ou nuit) apparait-elle plus vraisemblable, si tant est que ce soit effectivement un événement astronomique qui soit relaté.

#### Mention dans une chronique arménienne
En 1969, deux auteurs arméniens publièrent une liste de témoignages d'observation de météores en provenance de chroniques arméniennes. Un de ces deux auteurs estima quelques années plus tard que l'un de ces documents était susceptible de correspondre à une observation de la supernova de 1054. Selon la traduction qu'il fit du document, ce dernier indiquait :
« 1054, cinquième année du règne de Léon IX. Cette année-là, sur le disque de la Lune, une étoile est apparue. Cela s'est produit le 14 mai, dans la première partie de la nuit. »
Ce bref descriptif suggère fortement un rapprochement ou une occultation entre la Lune et une planète ou une étoile brillante. Les calculs indiquent en effet qu'à la date mentionnée, la Lune, alors dans le Cancer était en conjonction avec Jupiter, qu'elle a approché à environ 3 degrés, chose que les tenants de l'hypothèse d'une observation de la supernova ne semblent pas avoir vérifiée ou en tout cas mentionnée.

### Résumé des documents européens
Parmi les six documents européens, un ne semble pas correspondre à l'année de la supernova (la chronique de Jacobus Malvecius). Un autre (le Cronaca Rampona) présente d'importants problèmes de datation et de cohérence interne. Les quatre autres sont datés de façon relativement précise, mais notablement antérieurs aux documents chinois : ils datent du printemps et non de l'été 1054, c'est-à-dire avant la conjonction entre la supernova et le Soleil. Trois des documents (la chronique de Jacobus Malvecius, le Cronaca Rampona, et la chronique arménienne) font de façon relativement explicite référence à des conjonctions entre la Lune et des astres dont un seul est identifié (Jupiter, dans la chronique arménienne). Les calculs indiquent que la Lune ne s'est jamais beaucoup approchée de la supernova au printemps 1054. Les trois autres documents sont très nébuleux et ont un contenu astronomique quasiment inexploitable, si tant est qu'il existe. Aucun d'eux ne semble s'être produit dans la durée (une demi-heure dans la chronique de l'église d'Oudenbourg, cinq heures dans les annales irlandaises, et une durée indéterminée mais implicitement brève dans le récit d'Albertus). Aucun document ne situe explicitement la région du ciel dans laquelle s'est produit le phénomène, et aucune indication de l'heure d'observation n'est donnée. Dans l'hypothèse où les phénomènes décrits ont eu une base physique réelle, de nombreux phénomènes atmosphériques ou optiques sont susceptibles d'en être la cause.
D'une manière plus générale, ces documents ne sont pas le fait d'astronomes, mais de chroniqueurs sans doute érudits, mais ayant des connaissances astronomiques limitées. Cela est évident sur le document le plus exploitable, la chronique arménienne, où une conjonction banale entre la Lune et Jupiter n'est pas reconnue comme telle, comme c'est le cas de nombreuses autres conjonctions.

### Une réinterprétation polémique des observations européennes
En 1999, George W. Collins et ses collaborateurs proposent une réinterprétation radicale des documents européens, et prétendent que ceux-ci indiquent de façon convaincante que les Européens avaient, bien avant les astronomes du monde chinois, observé la supernova.
Concernant les documents chinois, ils pointent leurs différentes erreurs de date (voir ci-dessus) comme autant de preuves que la qualité de leurs observations était inférieure à ce qui est communément admis, et que de ce fait, rien n'empêche que des observateurs plus aguerris aient pu voir la supernova avant. Ils appuient leur propos en évoquant aussi le problème de la localisation de la supernova par rapport à l'étoile ζ Tauri (voir ci-dessous). Enfin, en se fondant sur une traduction contestée du document du royaume khitan, ils affirment que la supernova était vraisemblablement visible lors de l'éclipse de Soleil du 10 mai 1054.
À l'inverse, ils réinterprètent les documents européens comme relativement concordants quant au fait qu'un événement astronomique notable s'est produit au printemps 1054, avant la conjonction entre la supernova et le Soleil. Ils considèrent que l'aspect quelque peu métaphorique de certains d'entre eux ne fait que refléter leur moindre connaissance du ciel, sans pour autant préjuger de leur capacité d'observation, et que les problèmes de date du Cronoca Rampona n'en sont pas, les chroniqueurs européens ne prétendant pas être attachés à une grande précision dans ce domaine. Ils rappellent aussi, sans en apporter de justification, que la motivation des observations chinoises d'étoiles invitées était avant tout de nature astrologique et non scientifique, ce qui pourrait biaiser leur contenu.
Quant à la mention de la supernova dans les écrits d'Ibn Butlan, ils se fient implicitement à la date de 445 du calendrier musulman (23 avril 1053 — 11 avril 1054) et non de 446 (12 avril 1054 — 1er avril 1055) pour affirmer que la supernova était visible dès avril 1054, sans tenir compte du fait que d'autres parties de ses écrits sont largement plus cohérentes avec la date de 446 et non 445.
Les travaux de Collins et al. ont vivement été critiqués par F. Richard Stephenson et David A. Green, qui pointent de leur côté un manque de sérieux dans l'analyse de leurs confrères. Ils insistent notamment sur le fait que les problèmes de dates des documents asiatiques sont aisément résolus. L'un d'entre eux (le Xu Zizhi Tongjian Changbian) correspond de façon relativement évidente à une erreur typographique, et l'autre (le mois d'observation de documents japonais) à une erreur de date commune à cet ensemble de documents. Ils rappellent que l'affirmation que la supernova ait été visible lors de l'éclipse du 10 mai 1054 résulte non seulement d'une interprétation hasardeuse de la traduction, mais surtout est contraire à la réalité astronomique. En effet, cette éclipse ayant été seulement partielle, aucun astre alors proche du Soleil n'était susceptible d'être subitement devenu observable à ce moment-là. Ils insistent enfin sur le manque manifeste de connaissances astronomiques des chroniqueurs européens comparé aux astronomes chinois. Ce point rend selon eux difficile une attribution de ces documents à une observation de la supernova. Si tel était le cas, il faudrait non seulement expliquer pourquoi aucun document européen ne mentionne la supernova en été, date à laquelle elle était parfaitement visible d'après les documents chinois, mais aussi pourquoi les observateurs chinois et japonais, très vraisemblablement plus aguerris, auraient manqué la supernova à ce moment-là. Ils font également remarquer que même en cas de concordance de dates, rien ne prouve que des événements s'étant produit lors d'une même année correspondent à un unique phénomène astronomique. Les étoiles invitées de 837 sont un exemple de deux novas différentes s'étant produit la même année (marquée par ailleurs par le très spectaculaire passage de la comète de Halley). Les quatre étoiles invitées de 1592 renforcent cette remarque. Les conclusions de Green et Stephenson rejoignent des travaux antérieurs datant de 1995 où les différentes observations européennes avaient déjà été rejetées en bloc en raison de leur imprécision et de l'impossibilité d'en tirer un sens astronomique clair.
La thèse de Collins et al. n'a par la suite pas été notablement reprise dans la littérature scientifique, mais a néanmoins joui d'une certaine visibilité auprès du grand public, étant notamment reprise avec un certain enthousiasme par la revue Ciel & Espace.

### Amérique du Nord

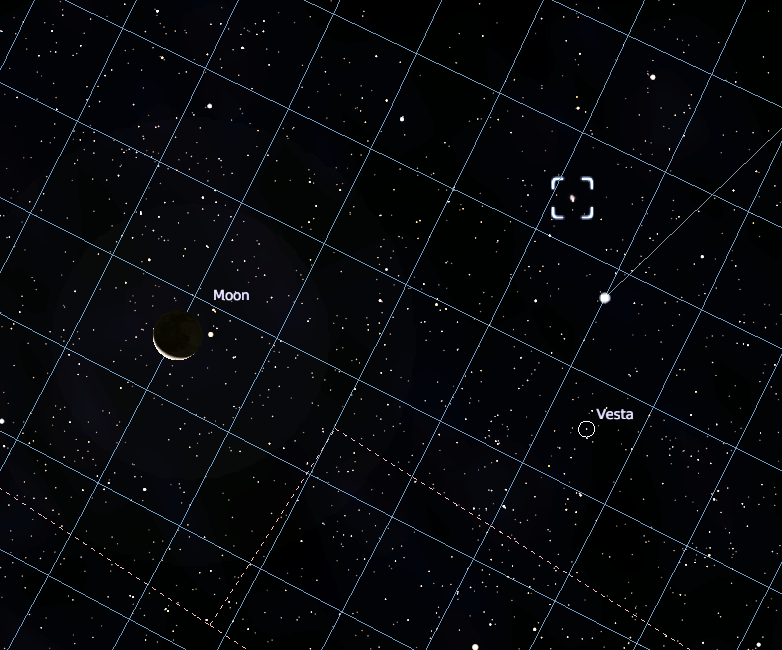
Le ciel au matin du 5 juillet, montrant la conjonction entre la supernova (carré bleu) et la Lune. Si l'orientation du phénomène ne correspond pas à celle du pétroglyphe, l'orientation relative du croissant par rapport à l'étoile correspond, ainsi que l'ordre de grandeur de la distance angulaire entre les deux astres.

Plusieurs auteurs ont souligné que deux peintures amérindiennes du sud-ouest des États-Unis (dans le nord de l'Arizona) montraient un croissant de Lune situé à côté d'un cercle susceptible de représenter une étoile. Il a été proposé que cela représente une conjonction entre la Lune et la supernova, rendue possible par le fait que vue de la Terre, la supernova s'est produite dans le plan de l'écliptique. Cette hypothèse est compatible avec les datations effectuées de ces peintures. De fait, au matin du 5 juillet, la Lune était située à proximité immédiate de la supernova, ce qui pourrait renforcer l'idée que ce soit cette conjonction qui ait été représentée sur ces peintures. Cette interprétation reste cependant impossible à confirmer. D'une part, la datation des peintures est extrêmement imprécise (entre le Xe siècle et le XIIe siècle), et une seule de ces peintures montre le croissant de Lune avec l'orientation correcte par rapport à la supernova. De plus, ce type de dessin pourrait parfaitement représenter une conjonction de la Lune avec Vénus ou Jupiter.
Un autre document, plus connu, a été mis au jour dans le courant des années 1970 sur le site de Chaco Canyon (Nouveau-Mexique), occupé vers l'an mil par les Indiens Anasazis. Il représente, sur une surface verticale plane d'une construction, une main en dessous de laquelle se trouvent un croissant de Lune orienté vers le bas et, plus à gauche, une étoile. Sur le sol devant ce pétroglyphe se trouve un dessin qui pourrait évoquer un noyau et une queue cométaire. Outre le pétroglyphe qui peut évoquer la configuration de la Lune et de la supernova au matin du 5 juillet 1054, cette période correspond à l'apogée de la civilisation Anasazi. Dans l'optique de cette identification, il semble possible de proposer une interprétation de l'autre pétroglyphe, qui, s'il est contemporain du premier, pourrait éventuellement correspondre au passage de la comète de Halley de l'an 1066, dont on sait qu'il fut aisément observé en Europe, puisque figurant sur la tapisserie de Bayeux. Cette interprétation, certes plausible, est difficile, sinon impossible, à confirmer. En particulier, elle n'explique pas pourquoi ce serait la supernova de 1054 qui aurait été représentée plutôt que la supernova de l'an 1006, bien plus lumineuse d'après tous les témoignages historiques connus (mais pas en conjonction avec la Lune, car située trop loin du plan de l'écliptique), et également visible à l'apogée de cette civilisation.
Finalement, bien que populaire, l'idée que des civilisations amérindiennes aient effectivement laissé une trace de l'observation de cette supernova demeure essentiellement impossible à vérifier et, d'un point de vue purement astronomique, ne donne de toute façon pas d'informations supplémentaires sur cet événement.

## Nature de l'événement relaté

### Localisation générale de l'événement
Les indications les plus précises de la localisation de l'événement font référence à un astérisme dénommé Tianguan par les astronomes chinois.
Les astérismes de l'astronomie chinoise peuvent être assimilés aux constellations du monde occidental, mais sont en général d'une extension moindre, et peuvent ne posséder qu'une seule étoile. Ils ont été catalogués par les Chinois aux alentours du IIe siècle av. J.-C. Tous ces astérismes ne sont pas également bien déterminés aujourd'hui : selon l'éclat des étoiles qui les composent et l'importance astronomique ou symbolique qu'ils ont, ils ont été plus ou moins bien décrits par les astronomes du monde chinois, dont une partie des écrits seulement est parvenue jusqu'à nous. Les astérismes utilisant les étoiles les plus brillantes du ciel ont été compilés dans un ouvrage appelé Shi Shi. Tianguan en fait partie. Sa localisation est rendue relativement aisée par la combinaison de plusieurs facteurs.
Pour la plupart des astérismes du Shi Shi, sont données les coordonnées d'une étoile appelée étoile référente de l'astérisme, qui correspond en général à l'étoile située la plus à l'ouest. Dans le cas des astérismes à une seule étoile, ceci suffit en principe à repérer l'étoile. La façon dont les coordonnées sont données par les astronomes chinois s'apparente au système de coordonnées équatoriales, c'est-à-dire l'équivalent de la longitude et de la latitude sur la sphère céleste dont les pôles sont déterminés par l'axe de rotation de la Terre, ces coordonnées étant respectivement appelées en astronomie ascension droite et déclinaison. Les astronomes chinois notaient la distance angulaire de l'étoile non pas par rapport à l'équateur céleste, mais par rapport au pôle nord céleste (ce qui dans d'autres contextes s'appelle la colatitude), ainsi que l'écart en ascension droite non pas par rapport à un point de référence (le point vernal en astronomie moderne), mais par rapport à un ensemble d'étoiles de référence, qui sont les étoiles référentes d'une classe particulière d'astérismes appelés loges lunaires. Ce jeu de mesure a été effectué très tôt pour de nombreux astérismes par les astronomes chinois.
Il est possible que la composition d'un astérisme donné change au cours du temps, celle-ci n'étant que très rarement explicitée étoile par étoile dans les traités astronomiques. Ceci est d'autant plus susceptible de se produire quand l'astérisme ne comporte pas d'étoiles brillantes. Mais les mesures de position des étoiles référentes étaient faites régulièrement au cours du temps, parce qu'il semble bien que les Chinois ne considéraient pas comme acquis que les cieux fussent immuables. Ils avaient observé que les positions relatives des étoiles étaient susceptibles de changer, et que le système de coordonnées équatoriales changeait au cours du temps du fait de la lente dérive de la direction de l'axe de rotation de la Terre. Ce phénomène, connu depuis l'Antiquité grecque, fut découvert indépendamment quelques siècles plus tard par les Chinois sous l'appellation de précession des équinoxes. Dans le cas de Tianguan, la position de cet astérisme a été réévaluée quelques mois avant l'arrivée de l'étoile invitée.
Indépendamment de ces nouvelles mesures, les traités astronomiques précisent en général la position relative des astérismes entre eux. Ainsi, un astérisme est localisable si ses voisins le sont de façon robuste. Dans le cas de Tianguan, il est indiqué qu'il se situe au pied de l'astérisme Wuche, dont les représentations sur les cartes du ciel chinois ne laissent guère de doute quant à sa nature : il s'agit du grand pentagone englobant les étoiles brillantes de la constellation occidentale du Cocher. Comme par ailleurs Tianguan est représenté au nord de l'astérisme Shen, dont la composition est bien connue, correspondant aux étoiles brillantes d'Orion, sa localisation possible est fortement contrainte au voisinage immédiat de l'étoile ζ Tauri, située entre Wuche et Shen. Cette étoile, d'éclat moyen (magnitude apparente de 3,3), est la seule étoile d'un tel éclat dans cette zone du ciel (aucune étoile plus brillante que la magnitude apparente 4,5 n'existe dans un rayon de 7 degrés autour de ζ Tauri), et donc la seule susceptible de figurer parmi les astérismes du Shi Shi. L'ensemble de ces éléments, ainsi que quelques autres, permettent d'attester au-delà de tout doute raisonnable que Tianguan correspond à l'étoile ζ Tauri.

### Comète, nova, ou supernova?
Les « étoiles invitées » rapportées par les astronomes du monde chinois correspondent à trois types de phénomènes astronomiques distincts : comètes, novas et supernovas (et en de plus rares occasions météores). La distinction entre les comètes et le reste se fait par la présence ou non d'un déplacement de l'astre observé. Sur la très longue période de visibilité de l'étoile invitée de 1054 (642 jours, entre le 4 juillet 1054 et le 6 avril 1056), aucune mention de déplacement n'est rapportée, et la très longue durée du phénomène excède d'un facteur trois la plus longue durée rapportée d'observation de comète (un peu plus de six mois). L'étoile invitée est donc sans l'ombre d'un doute une nova ou une supernova.
La distinction entre ces deux possibilités se fait en prenant en compte la durée du phénomène et sa localisation dans le ciel. Les novæ sont des explosions se produisant à la surface de certaines étoiles, dont la courbe de lumière décroît très rapidement à l'issue de celles-ci, qui durent rarement plus de quelques mois. Si des novas lentes existent (une des quatre étoiles invitées de 1592 en est un probable exemple), elles sont relativement rares. Par ailleurs, les novas sont des phénomènes notablement moins lumineux que les supernovas. Une nova visible en plein jour émane d'un astre proche du Soleil, dont la position sur le ciel est relativement aléatoire. Par contraste, les supernovas sont des phénomènes beaucoup plus rares, et si pour être visibles à l'œil nu ils se produisent dans notre Galaxie, ils sont en moyenne à bien plus grande distance, en général au sein des bras spiraux, c'est-à-dire, vu depuis la Terre, dans le plan galactique, autrement dit dans la bande lumineuse caractéristique de notre Galaxie. L'étoile invitée de 1054, d'une très longue période de visibilité et située à une très faible latitude galactique présente toutes les caractéristiques d'une supernova. Pour finir de prouver cette assertion, il reste à trouver les restes de l'explosion, c'est-à-dire le rémanent de supernova associé.
La région de ζ Tauri est située dans la région opposée du centre galactique. C'est là que la profondeur du disque de notre Voie Lactée est la moindre, et donc la zone où le taux de supernovas est le plus faible. Il n'existe de ce fait que très peu de rémanents de supernova identifiés dans cette région. Si l'on centre les recherches sur l'étoile ζ Tauri, un rémanent se trouve à proximité immédiate, il s'agit de la nébuleuse du Crabe. Aucun autre rémanent se trouve à moins de 5 degrés de celui-ci. Le plus proche, SNR G180.0-1.7, héberge en son sein un pulsar, PSR J0538+2817, dont l'âge caractéristique se compte en centaines de milliers d'années, et le rémanent lui-même possède une taille angulaire considérable (3 degrés), autant de caractéristiques indiquant un objet âgé. La nébuleuse du Crabe est le seul objet présentant des caractéristiques attendues d'un rémanent jeune et est de ce fait considérée comme le produit de l'explosion observée en 1054.

### Le problème de la localisation précise du rémanent

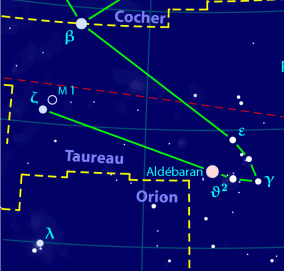
Région nord-est de la constellation du Taureau, avec les étoiles ζ et β Tauri, et la localisation de la supernova de 1054 entre les deux (M1).

Trois documents chinois indiquent que l'étoile invitée était située « peut-être à quelques pouces » au sud-est de Tianguan. Le Song Shi et le Song Huiyao précisent qu'elle « montait la garde » de l'astérisme, correspondant à l'étoile ζ Tauri. L'orientation « sud-est » a un sens astronomique simple, la sphère céleste étant, comme le globe terrestre, dotée d'un pôle nord et d'un pôle sud célestes, la direction « sud-est » correspondant ainsi à une localisation « en dessous à gauche » par rapport à l'objet de référence (en l'occurrence l'étoile ζ Tauri) quand celle-ci apparait plein sud. Cependant, cette direction « sud-est » a, dans le cadre de cet événement, longtemps laissé les astronomes modernes perplexes : le rémanent logique de la supernova correspondant à l'étoile invitée est la nébuleuse du Crabe. Or celle-ci n'est pas située au sud-est de ζ Tauri, mais dans la direction opposée, au nord-ouest.

#### La distance angulaire
Le terme de « peut-être à quelques pouces » (ke chi cun dans sa translittération latine) est relativement peu commun dans les documents astronomiques chinois. Le premier terme ke est traduit par « approximativement » ou « peut-être », cette dernière traduction étant celle actuellement favorisée. Le second terme, chi, signifie « plusieurs », et plus spécifiquement tout nombre situé entre 3 et 9 (bornes comprises). Enfin, cun s'apparente à une unité de mesure d'angle traduite par le terme « pouce ». Elle fait partie d'un groupe de trois unités angulaires, le zhang (aussi traduit chang), le chi (« pied ») et le cun (« pouce »). Les différents documents astronomiques indiquent sans guère de discussion possible qu'un zhang correspond à dix chi, et qu'un chi correspond à dix cun. Ces unités angulaires ne sont pas celles utilisées pour déterminer les coordonnées des étoiles, qui sont données en termes de du, une unité d'angle correspondant à la distance angulaire moyenne parcourue par le Soleil en un jour, qui correspond par construction à environ 360/365,25 degré, soit à peine moins d'un degré. Le choix de l'utilisation d'unités d'angle différentes peut surprendre, mais n'est guère différent de la situation présente en astronomie moderne, où l'unité d'angle utilisée pour mesurer les distances angulaires entre deux points est certes la même que celle de la déclinaison (le degré), mais diffère de celle de l'ascension droite (qui est exprimé en heure d'angle, une heure d'angle correspondant à exactement 15 degrés). En astronomie chinoise, ascension droite et déclinaison ont la même unité, qui n'est pas celle utilisée par ailleurs pour les autres distances angulaires. La raison de ce choix d'unités différentes dans le monde chinois n'est pas bien connue.
La valeur exacte de ces nouvelles unités (zhang, chi, cun) n'est par contre jamais explicitement précisée, mais peut être déduite par leur contexte d'utilisation. Par exemple, le très spectaculaire passage de la comète de Halley de l'an 837 indique que la queue de la comète mesurait 8 zhang. S'il n'est pas possible de connaître la taille angulaire de la comète lors de ce passage, il est en tout état de cause certain que 8 zhang correspondent à au plus 180 degrés (angle maximal visible sur la sphère céleste), ce qui implique qu'un zhang ne puisse guère excéder 20 degrés, et par voie de conséquence un cun 0,2 degré. Une estimation plus rigoureuse a été faite à partir de 1972 sur la base des mentions des séparations minimales exprimées en chi ou en cun entre deux astres lors de diverses conjonctions. Les résultats obtenus suggèrent qu'un cun est compris entre 0,1 et 0,2 degré, et qu'un chi est compris entre 0,44 et 2,8 degrés, fourchette compatible avec les estimations pour un cun. Faute d'estimation plus solide, il est généralement admis qu'un chi est de l'ordre d'un degré (ou un du), et qu'un cun est de l'ordre d'un dixième de degré. L'expression « peut-être à quelques pouces » suggère donc une distance angulaire de l'ordre d'un degré ou moins.

#### La direction
Si tous les éléments disponibles suggèrent fortement que l'étoile de 1054 fut une supernova, et qu'au voisinage de l'endroit où l'étoile est apparue se trouve un rémanent de supernova qui possède toutes les caractéristiques attendues pour un objet âgé d'environ 1 000 ans, un problème de taille se pose : le nouvel astre est décrit comme étant au sud-est de Tianguan, alors que la nébuleuse du Crabe est au nord-est. Ce problème est connu depuis les années 1940 et est longtemps resté sans réponse. En 1972 par exemple, Ho Peng Yoke et ses collaborateurs ont suggéré que la nébuleuse du Crabe n'était pas le produit de l'explosion de 1054, mais que le vrai rémanent était comme indiqué dans plusieurs sources chinoises au sud-est. Pour cela, ils envisagent que l'unité angulaire cun correspond à un angle non négligeable de 1 ou 2 degrés, la distance du rémanent à ζ Tauri étant alors considérable. Outre le fait que cette hypothèse est incohérente avec les grandes tailles angulaires de certaines comètes, exprimées en zhang, elle se heurte au fait qu'il n'y aurait pas de raisons valables de mesurer l'écart entre l'étoile invitée et une étoile située aussi loin d'elle, alors que d'autres astérismes seraient plus proches.
Dans leur article polémique (voir plus haut), Collins et ses collaborateurs font une autre suggestion : au matin du 4 juillet, l'étoile ζ Tauri était trop peu lumineuse et trop basse sur l'horizon pour être visible. Si l'étoile invitée, située à proximité était visible, c'est uniquement parce que son éclat était comparable à Vénus. Par contre, il y avait une autre étoile, plus brillante et plus haute sur l'horizon, qui était éventuellement visible, à savoir β Tauri. Cette étoile est située à environ 8 degrés au nord-nord-ouest de ζ Tauri. La nébuleuse du Crabe est, elle, au sud-sud-est de β Tauri. Collins et al. suggèrent ainsi que lors de la découverte, l'étoile ait été vue au sud-est de β Tauri, et qu'à mesure que les jours passaient et que les conditions de visibilité s'amélioraient, les astronomes aient observé qu'elle était en réalité bien plus proche de ζ Tauri, mais que la direction « sud-est » de la première étoile utilisée en référence ait été conservée par erreur.
La solution au problème de direction fut suggérée (sans preuves) par A. Breen et D. McCarthy en 1995 et prouvée de façon convaincante par F. R. Stephenson et D. A. Green. Le terme « monter la garde » signifie une proximité entre les deux astres, mais implique aussi une orientation générale : une étoile invitée « montant la garde » d'une étoile fixe est systématiquement située au-dessus de celle-ci. Pour étayer cette thèse, Stephenson et Green ont étudié d'autres entrées du Song Shi, qui comportent elles aussi la mention de « monter la garde ». Ils ont sélectionné les entrées relatant des conjonctions entre des étoiles identifiées et des planètes, dont la trajectoire peut être calculée sans difficulté et avec une très grande précision aux dates indiquées. Sur les 18 conjonctions analysées, s'étalant de 1172 (conjonction Jupiter-α Leonis le 5 décembre) à 1245 (conjonction Saturne-γ Virginis le 17 mai), la planète était plus au nord dans 15 cas, et dans les trois cas restants n'était jamais dans le quadrant sud de l'étoile.
Par ailleurs. F. R. Stephenson et un autre collaborateur, David H. Clark avaient déjà mis en évidence une telle inversion de direction dans une conjonction planétaire : le 13 septembre 1253, une entrée du traité astronomique du Koryo-sa indique que Mars avait caché l'étoile sud-est de la loge lunaire Yugui (δ Cancri), alors qu'elle s'était en réalité approchée de l'étoile nord-ouest de l'astérisme (η Cancri).

## L'identification moderne de la supernova
À l'époque moderne, c'est entre les années 1920 et 1940 que l'étoile invitée de 1054 fut identifiée comme étant une supernova.
En 1921, c'est d'abord Carl Otto Lampland qui annonce avoir observé des changements dans la structure de la nébuleuse du Crabe. Cette annonce se produit à une époque où la nature de l'ensemble des nébulosités observées dans le ciel est totalement inconnue. Leur nature, leur taille et leur distance sont sujettes à débats. Observer des changements dans de tels objets permet de déterminer si leur extension spatiale est « petite » ou « grande », au sens où un objet aussi vaste que notre Voie lactée ne peut voir son aspect changer notablement en l'espace de quelques années, alors que de tels changements sont envisageables si la taille de l'objet n'excède pas quelques années-lumière. Les dires de Lampland furent confirmés quelques semaines plus tard par John Charles Duncan, astronome à l'observatoire du Mont Wilson. Celui-ci bénéficiant d'un matériel photographique qui n'avait pas changé depuis 1909 et qui rendait de fait plus facile la comparaison avec des clichés plus anciens, mit en évidence un mouvement général d'expansion de la nébuleuse, le déplacement de certains de ses points les éloignant systématiquement du centre et ce d'autant plus vite qu'ils en étaient éloignés.
Toujours en 1921, Knut Lundmark entreprend de compiler les données sur les « étoiles invitées » mentionnées dans les chroniques du monde chinois connues des Occidentaux. Il se fonde pour cela sur des travaux antérieurs ayant analysé diverses sources, telles le Wenxian Tongkao, pour la première fois étudié d'un point de vue astronomique par l'astronome français Jean-Baptiste Biot vers le milieu du XIXe siècle, aidé en cela de son fils Édouard Biot, sinologue. Lundmark donne une liste de 60 « novas possibles » (suspected novae), terme générique pour désigner une explosion stellaire, recouvrant en réalité deux phénomènes bien distincts, les novae et les supernovae. La nova de 1054, déjà mentionnée par les Biot en 1843, fait partie de sa liste. Il précise en note de bas de page que la localisation de cette étoile invitée est « près de NGC 1952 », un des noms de la nébuleuse du Crabe, mais ne semble pas proposer explicitement de lien entre les deux.
En 1928, Edwin Hubble est le premier à noter que l'aspect changeant de la nébuleuse du Crabe, dont la taille augmente, suggère qu'il s'agisse des restes d'une explosion stellaire. Il réalise que la rapidité du changement de taille apparente de la nébuleuse signifie que l'explosion qui lui a donné naissance remonte à neuf siècles seulement, ce qui met la date de l'explosion dans la période couverte par la compilation de Lundmark. Il note par ailleurs que la seule nova possible recensée au voisinage de la constellation du Taureau (où se trouve la nébuleuse) est celle de 1054, dont l'âge estimé correspond précisément à une explosion datant du début du second millénaire. Hubble en déduit donc, à raison, que cette nébuleuse est effectivement le reste de cette explosion observée par les astronomes du monde chinois.
La remarque de Hubble reste relativement confidentielle, le phénomène physique de l'explosion n'étant à l'époque pas connu. C'est onze ans plus tard, alors que le fait que les supernovæ sont des phénomènes extrêmement lumineux a été mis en évidence par Walter Baade et Fritz Zwicky et que leur nature a été suggérée par Zwicky que Nicholas U. Mayall propose que l'étoile de 1054 soit en réalité une supernova, se fondant pour cela sur la vitesse d'expansion de la nébuleuse mesurée par spectroscopie, qui permet de déterminer sa taille physique et sa distance, qu'il estime à 5 000 années-lumière. Se basant sur la mention de l'éclat de l'étoile figurant sur les premiers documents découverts en 1934, il en déduit que l'éclat de l'astre en fait bien plus probablement une supernova qu'une nova.
Ce diagnostic s'affinera par la suite, ce qui poussera en 1942 Mayall et Jan Oort à analyser plus avant les témoignages historiques relatant l'apparition de l'étoile invitée (voir section Recueil des témoignages historiques ci-dessus). Ces nouveaux témoignages, globalement concordants entre eux, confirmeront les conclusions initiales obtenues par Mayall et Oort en 1939 et l'identification de l'étoile invitée de 1054 sera considérée comme établie au-delà de tout doute raisonnable. Toutes les supernovas historiques ne jouissent pas d'un tel statut : les supernovas du premier millénaire (SN 185, SN 386 et SN 393) ne sont établies que sur la base d'un seul document à chaque fois, et dont la précision demeure insatisfaisante ; quant à la supernova historique supposée qui a suivi celle de 1054, SN 1181, il existe des doutes légitimes quant à l'association entre le rémanent pressenti (3C58) et un objet qui aurait moins de 1 000 ans d'âge. Les autres supernovæ historiques dont il existe des témoignages écrits antérieurs à l'invention du télescope (SN 1006, SN 1572 et SN 1604) sont à l'inverse établies avec certitude.

## Importance dans l'histoire de l'astronomie contemporaine

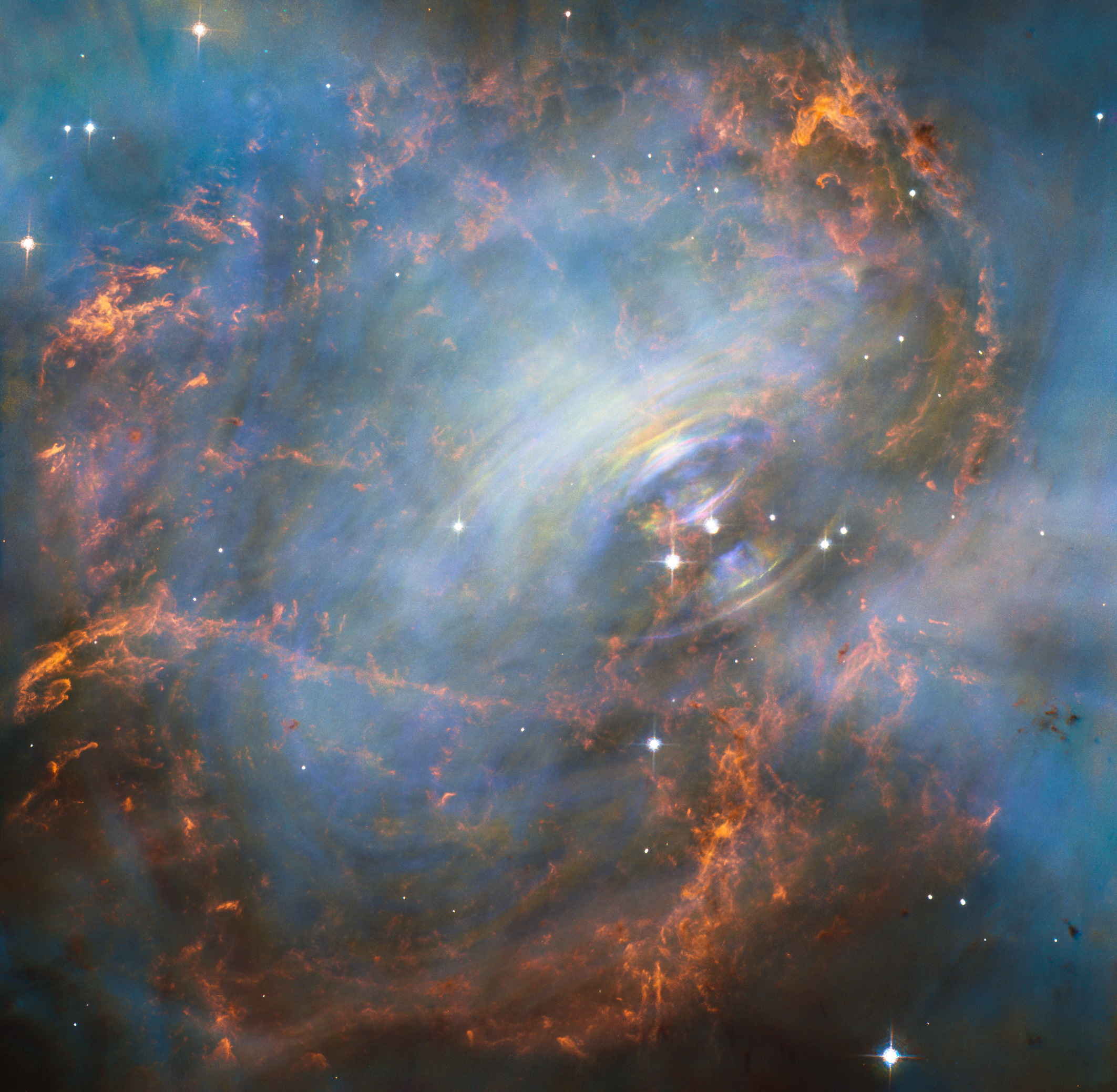
Étoile à neutrons au cœur de la nébuleuse du Crabe.

SN 1054 s'est plusieurs fois immiscée, parfois de façon fortuite, dans l'histoire de l'astronomie.
Son rémanent, la nébuleuse du Crabe est l'une des premières à être découverte, en 1731, par John Bevis.
En 1757, Alexis Clairaut reprend les calculs d'Edmund Halley et prédit le retour de la comète de Halley vers fin 1758 (plus précisément, il prédit son passage au périhélie au printemps 1759, le début de sa période de visibilité commençant quelques mois plus tôt). La comète devait apparaître dans le ciel dans la constellation du Taureau. C'est en cherchant en vain la comète que Charles Messier crut la découvrir, alors qu'il observait en réalité la nébuleuse du Crabe, issue de l'explosion de SN 1054. Après quelque temps d'observation, notant que l'objet qu'il avait observé ne se déplaçait pas dans le ciel, Messier conclut qu'il avait pris par erreur cet objet pour la comète, et réalisa l'utilité d'établir un catalogue d'objets célestes d'aspect nébuleux mais fixes dans le ciel, afin d'éviter de les assimiler par erreur à des comètes.
William Herschel observe de nombreuses fois la nébuleuse entre 1783 et 1809, sans que l'on sache s'il en connaissait l'existence en 1783 ou s'il la découvre indépendamment de Messier et Bevis. Après plusieurs observations, il conclut qu'elle est composée d'une agglomération d'étoiles.
En 1844, William Parsons est le premier à effectuer un croquis de la nébuleuse, qu'il dénomme à partir de 1848 « nébuleuse du Crabe ». Bien que l'apparence du dessin suggère plus un insecte qu'un crustacé, le terme de « Crabe » sera vite adopté.
En 1913, lorsque Vesto Slipher enregistre son spectre, la nébuleuse du crabe sera encore une fois l'un des premiers objets étudiés. L'astronome américain note tout de suite ses caractéristiques uniques.
L'aspect changeant de la nébuleuse, suggérant un objet de petite taille, est révélé par Carl Otto Lampland en 1921. La même année, John Charles Duncan démontre qu'elle est en expansion, pendant que Knut Lundmark mentionne sa proximité avec l'étoile invitée de 1054, mais sans mentionner les remarques de ces deux confrères.
En 1928, Edwin Hubble propose d'associer la nébuleuse à l'étoile de 1054 (voir ci-dessus), une idée qui reste confidentielle jusqu'à ce que la nature des supernovas soit comprise, et c'est Nicholas Mayall qui indique que l'étoile de 1054 était sans doute une supernova dont la nébuleuse du Crabe est le produit de l'explosion. La recherche des supernovas historiques commence à ce moment-là : sept autres seront ainsi trouvées à partir des observations modernes de rémanents et de l'étude de documents astronomiques des siècles passés, la plus ancienne supernova historique identifiée, SN 185, remontant à la fin du IIe siècle.
En 1949 la nébuleuse est une des toutes premières radiosource à être associée à une contrepartie optique.
Dans le courant des années 1960, qui virent la prédiction puis la découverte des pulsars, la nébuleuse du Crabe devint à nouveau un centre d'intérêt majeur. C'est là que Franco Pacini y prédit pour la première fois l'existence d'une étoile à neutrons, seule à même d'expliquer l'éclairement de la nébuleuse. Cette étoile à neutrons fut observée peu après, en 1968, confirmation éclatante de la théorie de la formation de ces objets lors de certaines explosions de supernovas. La découverte du pulsar du Crabe, et la connaissance de son âge exact (quasiment au jour près) permit de vérifier les considérations de base sur la physique de ces objets, telles les concepts d'âge caractéristique, de luminosité de ralentissement, et les ordres de grandeurs (taille, et champ magnétique notamment) qui y sont à l'œuvre, ainsi que divers aspects relatifs à la dynamique de son rémanent. Ce rôle particulier de cette supernova fut d'autant plus crucial qu'aucune autre supernova historique n'a donné naissance à un pulsar dont on connaitrait ainsi l'âge de façon précise et certaine. La seule exception possible à cette règle serait SN 1181 dont le rémanent supposé, 3C58, abrite un pulsar, mais dont l'identification avec les observations chinoises de 1181 est parfois contestée.